# Сариман
Сарима́н (каз. Сарыман) — село у складі Єсільського району Північноказахстанської області Казахстану. Входить до складу Спасовського сільського округу.
Населення — 28 осіб (2021; 103 у 2009, 201 у 1999, 228 у 1989).
Національний склад станом на 1989 рік:
- казахи — 100 %.